# Desborough Cut

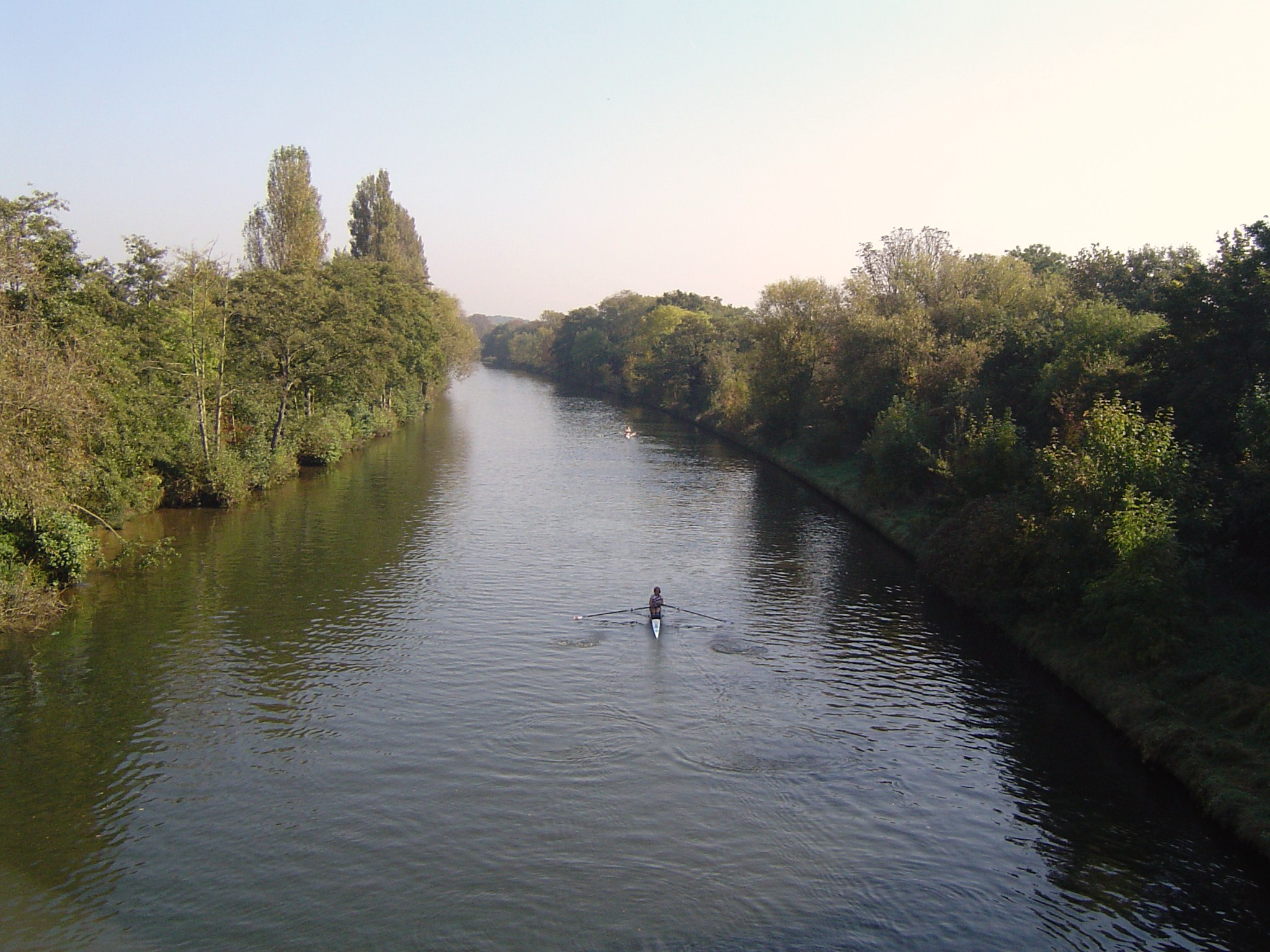
Der Desborough Cut von einer Brücke aus

Der Desborough Cut ist ein Kanal in der Themse oberhalb des Sunbury Lock nahe Walton-on-Thames in England. Der Kanal wurde 1935 fertiggestellt, um den Flusslauf und die Schifffahrt auf dem Fluss zu verbessern.
Der Kanal wurde zwischen 1930 und 1935 gebaut. Er begradigt den Flusslauf zwischen Weybridge und Walton und vermeidet zahlreiche Flussbögen zwischen Shepperton und Lower Halliford. Der Kanal ist 1 km lang, durch seinen Bau entstand Desborough Island. Zwei Brücken wurden zwischen dem Festland und der Insel gebaut, auf der es ein Wasserwerk und viele offene Grünflächen gibt, die der Erholung dienen. Der Kanal senkte das Flutrisiko in Shepperton und halbierte die Entfernung auf diesem Abschnitt des Flusses.
Der Kanal ist der einzige Abschnitt des Flusses, wo es zwei Hauptschifffahrtsrouten gibt. Markierungen am Kanalufer erlauben es Motorbooten, ihre Geschwindigkeit zu überprüfen.
Der Kanal und das angrenzende Land wurden nach Lord Desborough benannt, der damals der Vorsitzende der Thames Conservancy war und der den Kanal eröffnete.